# Macrosiphoniella kirgisica
Macrosiphoniella kirgisica är en insektsart. Macrosiphoniella kirgisica ingår i släktet Macrosiphoniella och familjen långrörsbladlöss. Inga underarter finns listade i Catalogue of Life.